# Кучиевы
Кучи́евы (осет. Кучитæ) — крупная осетинская (туальская) фамилия.

## Антропонимика
Кучитӕ — из персидского [кучи] — ‘кочевник; переселенец, новопоселенец’

## Происхождение рода
По преданию первопредок фамилии жил в алагирском селе Верхний Мизур, и отсюда перебрался в Тиб. На этом месте Кучиевы считаются первопоселенцами, поэтому они заняли самые лучшие места. Когда численность рода увеличилась и земли стало не хватать, то они стали расселяться по соседним селениям — Калак, Лисри, Тимцына и других. Также несколько семей проживало в куртатинском селе Дзивгис, но из-за малоземелья они покинули это место и переселились в сел. Кадгарон.

## Генеалогия
Родственными фамилиями (осет. æрвадæлтæ) туальских Кучиевых являются — Козаевы и Тедеевы.
От Кучиевых живших в селении Тиб отделились потомки двух братьев, которые образовали новые фамилии — Керчелаевы и Цхурбаевы.

## Известные представители
- Аслан Михайлович Кучиев (1936) — Мастер спорта СССР по вольной борьбе, чемпион России (1958).
- Людмила Асланбековна Кучиева (1951) — ректор института (СОГПИ), кандидат педагогических наук, доцент.
- Михаил Юрьевич Кучиев (1949) — доктор технических наук, известный учёный в области радиоактивности и атомной энергетики.
- Руслан Александрович Кучиев (1955) — председатель общественной организации «Высший совет осетин».
- Эльбрус Борисович Кучиев (1925—2015) — советский и российский врач, министр здравоохранения СОАССР.
- Юрий Сергеевич Кучиев (1919—2005) — капитан атомного ледокола «Арктика», герой Социалистического Труда.